# Saola-Naturschutzgebiet
Das Saola-Naturschutzgebiet ist ein zukünftiges Schutzgebiet in der vietnamesischen Provinz Quảng Nam, das vor allem zum Schutz der vom Aussterben bedrohten Urwaldantilope Saola geschaffen werden soll. Es liegt in den Annamitischen Bergen und verbindet Lebensräume auf vietnamesischem Gebiet mit dem Xe-Sap-Nationalpark in den laotischen Provinzen Sekong und Salavan. Die Einrichtung des Schutzgebietes wurde am 14. April 2011 vom Volksausschuss der Provinz Quảng Nam beschlossen. Ein angrenzendes Saola-Naturschutzgebiet wurde in der Provinz Thừa Thiên Huế beschlossen. Insgesamt entsteht dadurch ein Schutzgebietskomplex von etwa 3000 Quadratkilometern Fläche, der von der Küste Vietnams bis Laos reicht.
Die Saola-Population ist auf die Annamitischen Berge im vietnamesisch-laotischen Grenzgebiet beschränkt. Der Gesamtbestand wird auf wenige hundert, möglicherweise auch weniger Tiere geschätzt. Die Einrichtung des Reservates wird die Überlebenschancen der Saola in ihrem Lebensraum voraussichtlich deutlich erhöhen. Dies ist insbesondere deshalb von großer Bedeutung, weil die Tiere nicht in Gefangenschaft gehalten werden. Kennzeichnend für die Landschaft des Schutzgebietes sind schmale Täler mit Wasserfällen, die bevorzugte Lebensräume der Saola darstellen. Der höchste Punkt liegt 1300 m über dem Meeresspiegel. Das Reservat soll regelmäßig nach Wilderern und Schlingfallen durchsucht werden. Weitere bedrohte Arten, die im Reservat geschützt werden, sind Rotschenkel-Kleideraffe und Weißwangen-Schopfgibbon.
Angestrebt wird eine Verbindung des Nationalpark Bạch Mã im Osten Vietnams mit dem Nationalpark Xe Xap in Laos.